# Dicke Titten
Dicke Titten is een lied van de Duitse band Rammstein. Het werd in 2022 als single uitgebracht en stond in hetzelfde jaar als negende track op het album Zeit.

## Achtergrond
Dicke Titten is geschreven door Christoph Schneider, Till Lindemann, Paul Landers, Oliver Riedel, Christian Lorenz en Richard Z. Kruspe en geproduceerd door Rammstein en Olsen Involtini. Het is een nummer uit het genre hardrock. Het lied gaat, zoals de titel al luidt, over volle borsten. Zowel het lied als muziekvideo waren erg controversieel, aangezien ze door tegenstanders als seksistisch gezien werden.
De intro van het lied is afgeleid van het volkslied Muss i denn, muss i denn zum Städtele hinaus.

## Videoclip
De videoclip is opgenomen in Ellmau in Oostenrijk. Hierin is Till Lindemann op zoek naar een vrouw zoals beschreven in het nummer.

## Hitnoteringen
De band had succes met het lied in de hitlijsten van verschillende Europese landen. Het piekte op de negende plaats van de Oostenrijkse hitlijst en stond zestien weken in deze hitlijst. In de Duitse hitlijst piekte het op de twaalfde plaats in de twaalf weken dat het in de lijst te vinden was. Het kwam tot de 27e plek in Zwitserland en stond drie weken in de lijst. Het stond maar één week in de hitlijst van Zweden en stond daarin op de 65e positie.